# Бородай Олег Вадимович
Олег Вадимович Бородай (7 січня 1993, Мелітополь, Запорізька область, Україна) — український футболіст, півзахисник.

## Життєпис
Народився в Мелітополі, де з 2006 року й розпочав займатися футболом в однойменному колективі. У 2009 році виступав у СК «Азовсталь» (Маріуполь).
У 2010 році підписав перший професіональний контракт з мелітопольським «Олкомом». Дебютував у футболці мелітопольського колективу 25 вересня 2010 року в програному (1:2) домашньому поєдинку 10-о туру групи Б Другої ліги проти ФК «Полтава». Олег вийшов на поле на 90-й хвилині, замінивши Івана Косяка. У футболці «Олкома» юний півзахисник зіграв 2 матчі.
У 2011 році перейшов до складу луганської «Зорі», але до початку сезону 2014/15 років виступав лише за юнацьку та молодіжну команду клубу. Дебютував у першій команді 17 липня 2014 року в переможному (3:0) виїзному поєдинку 2-о кваліфікаційного раунду Ліги Європи проти ФК «Лачі». Бородай вийшов на поле на 75-й хвилині, замінивши Олександра Грицая. Єдиним голом за основну команду луганчан відзначився 24 серпня 2014 року на 41-й хвилині переможного (2:0) виїзного поєдинку 1/16 фіналу кубку України проти кременчуцького «Кременя». Олег вийшов на поле в стартовому складі та відіграв увесь матч. Проте стати гравцем основної команди «Зорі» не зумів, за весь час, проведений в луганському колективі, за першц команду зіграв по 1 матчу в Лізі Європи та кубку України (відзначився 1 голом). Наприкінці червня 2015 року керівництво луганчан оголосило, що Олег може шукати собі нову команду або відіграти ще півроку (до завершення контракту) за молодіжну команду луганців. Бородай вирішив зайнятися пошуком нової команди. На початку липня того ж року побував на перегляді в «Зірці», але кіровоградській команді не підійшов. Зрештою, у середні січня 2016 року залишив розташування «Зорі».
Наприкінці січня 2016 року відправився на перегляд до ПФК «Суми», з яким підписав контракт. Дебютував у складі «городян» 26 серпня 2018 року в переможному (2:0) домашньому поєдинку 6-о туру Першої ліги проти ковалівського «Колоса». Бородай вийшов на поле на 68-й хвилині, замінивши Олександра Медведєва. У футболці сум'ян провів першу частину сезону 2016/17 років, за цей час у Першій лізі відіграв 14 матчів, ще 1 поєдинок відіграв у кубку України.
Під час зимової перерви сезону 2016/17 років перейшов у «Полтаву». Дебютував у футболці полтавців 18 березня 2017 року в переможному (1:0) виїзному поєдинку 21-о туру Першої ліги проти «Оболонь-Бровар». Олег вийшов на поле на 90-й хвилині, замінивши Владислава Нехтія. Єдиним голом у Першій лізі зі «городян» відзначився 9 вересня 2017 року на 38-й хвилині переможного (1:0) виїзного поєдинку 11-о туру проти «Оболонь-Бровар». Бородай вийшов на поле в стартовому складі та відіграв увесь матч. У сезоні 2017/18 років разом з командою став срібним призером Першої ліги та вибороти путівку до Прем'єр-ліги. 21 червня 2018 року на офіційному сайті клубу було оголошено про розпуск команди через неприйнятні вимоги ФФУ, а всі гравці та працівники клубу отримали можливість самостійно займатися власним працевлаштуванням. У чемпіонаті України зіграв 29 матчів та відзначився 1 голом, ще 1 поєдинок відіграв у кубку України.
На початку липня 2018 року прибув на перегляд до львівських «Карпат», а вже в середині липня підписав 2-річний контракт з «зелено-білими». Дебютував за львівську команду 29 липня 2017 року в переможному (1:0) домашньому поєдинку 2-о туру УПЛ проти одеського «Чономорця». Олег вийшов на поле на 87-й хвилині, замінивши Крістіана Ербеса. У футболці «зелено-білих» в Прем'єр-лізі зіграв 12 матчів, ще 1 поєдинок провів у кубку України. У середині грудня 2018 року Олег Бородай та ФК «Карпати» (Львів) за взаємною згодою сторін розірвали контракт. 
18 лютого 2019 року підписав контракт з польським клубом «Гурник» (Ленчна), який виступає в третьому дивізіоні чемпіонату Польщі.

## Досягнення
- Перша ліга чемпіонату України
  -  Срібний призер (1): 2017/18